# باب ویدلر
رابرت جان ویدلر (به انگلیسی: Robert John Widlar، تلفظ وید لار؛ ۳۰ نوامبر ۱۹۳۷) - ۲۷ فوریه ۱۹۹۱) یک مهندس الکترونیک آمریکایی و طراح مدارهای مجتمع خطی (آی‌سی) بود.

## سال‌های اول
ویدلر در تاریخ ۳۰ نوامبر ۱۹۳۷ در کلیولند نزد والدین تبار چک، ایرلندی و آلمانی متولد شد. مادرش، مری ویتوس، در کلیولند نزد مهاجران چک، فرانک ویتوس (فرانچیشه ویتوس (یا ویتوش؟)) و ماری زاکووا (ماری ژاکوا) به دنیا آمد. پدر وی، والتر جی ویدلر، از خانواده‌های سرشناس آمریکایی آلمانی و ایرلندی تبار بود که اجداد آن‌ها در اواسط قرن نوزدهم در کلیولند مستقر شدند. والتر ویدلر، مهندس رادیو خودآموخته، برای ایستگاه رادیویی دبلیوجی‌ای‌آر (۱۲۲۰ ای‌ام) و از پیشگامان طراحی فرستنده فرکانس فوق‌العاده زیاد بود. دنیای الکترونیک از بدو تولد او را محاصره کرد: یکی از برادران او اولین نوزادی شد که توسط رادیو بی‌سیم تحت نظر گرفته شد. باب با هدایت پدرش، در کودکی علاقه جدی به الکترونیک پیدا کرد.
ویدلر هرگز در مورد سال‌های اولیه و زندگی شخصی خود صحبت نکرده‌است. وی فارغ‌التحصیل دبیرستان سنت ایگنیشس در کلیولند بود و در دانشگاه کلرادو در بولدر ثبت نام کرد. در فوریه ۱۹۵۸ ویدلر به نیروی هوایی ایالات متحده پیوست. وی به تعمیرکاران در تجهیزات و وسایل الکترونیکی را آموزش داد و نخستین کتاب خود را با عنوان «مقدمه بر روی دستگاه‌های نیم‌رسانا» (۱۹۶۰) تألیف کرد، کتاب‌درسی که توانایی وی در ساده‌سازی مشکلات پیچیده را نشان می‌داد. ذهن لیبرال او به مقدار خیلی کمی با محیط نظامی مطابق بود و در سال ۱۹۶۱ ویدلر از خدمت خارج شد. وی به شرکت تحقیقاتی برادر بل در بولدر پیوست تا تجهیزات آنالوگ و دیجیتالی ناسا را توسعه دهد. وی همزمان تحصیلات خود را در دانشگاه کلرادو ادامه داد و در تابستان ۱۹۶۳ با نمرات عالی فارغ‌التحصیل شد.

## دستاوردها

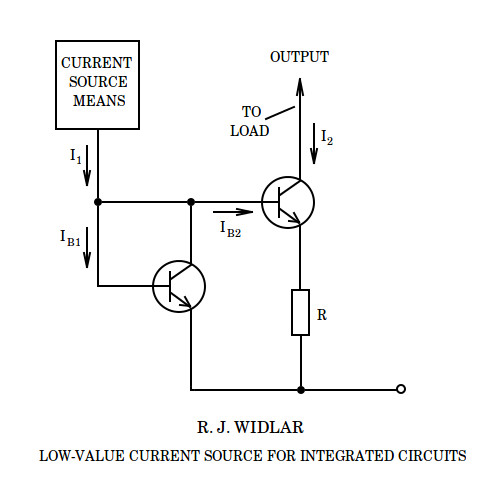
مداری که رابرت جان ویدلر طراحی کرد

ویدلر بلوک‌های اساسی ساختاری آی‌سی‌های خطی از جمله منبع جریان ویدلر، مرجع ولتاژ شکاف‌باند ویدلر و طبقه خروجی ویدلر را اختراع کرد. از سال ۱۹۶۴ تا ۱۹۷۰، ویدلر به همراه دیوید تالبرت اولین تقویت‌کننده‌های عملیاتی (μA702 μA709) با تولید انبوه را ایجاد کردند، برخی از اولین آی‌سی‌های تنظیم‌کننده ولتاژ یکپارچه (LM100 و LM105)، اولین تقویت‌کننده‌های عملیاتی که از جبران فرکانس تک خازنی استفاده می‌کنند (LM101)، بهبود یافته LM101 با فت کنترل جریان داخلی (LM101A) و ترانزیستورهای اَبَربِتا (LM108). هر یک از مدارهای ویدلر «حداقل یک ویژگی را داشت که بسیار دور از شلوغی بود» و در کلاس خود «قهرمان محصول» شد. آن‌ها کارفرمایان او، فرچایلد نیمرسانا و نشنال سمی‌کنداکتر را عنوان رهبر در مدارهای یکپارچه خطی ساختند.
پیش‌تر یک «طراح تراشه افسانه‌ای» در سن ۳۳ سالگی، ویدلر به‌دلخواه در مخفیگاهی در مکزیک منزوی‌شد و «مشهورترین کناره‌گیرنده دره» شد. چهار سال بعد او به نیم‌رسانای ملی به عنوان یک پیمانکار بازگشت و یک سری از آی‌سی‌های پیشرفته خطی، از جمله اولین تقویت‌کننده عملیاتی با ولتاژ فوق‌العاده کم با مرجع ولتاژ با دقت ۲۰۰ میلی‌ولت (LM10) را تولید کرد.

## مرگ
در ۲۷ فوریه ۱۹۹۱، ویدلر در سن ۵۳ سالگی در پورتو بایارتا بر اثر سکته قلبی درگذشت. دیوید لیدل در سال ۲۰۰۹ گفت: «مرگ نابهنگام زودهنگام. . . رابرت ویدلر به خودی خود یک داستان کامل است». گزارش‌های اولیه به اشتباه گفته‌اند که ویدلر هنگام دویدن در ساحل درگذشت. منابع بعدی این اشتباه را تصحیح کردند: او در حال فرار از تپه بود. باب پیز با دقت بیشتری نوشت: «ظاهراً وی در پیاده‌رو، در یک قسمت تپه‌ای تند از پورتو بایارتا، درحال آهسته دویدن بود. باب در سال‌های اخیر تقریباً تناسب اندام داشت و در اجرای آن بسیار سخت تلاش کرد. . . من دکتر نیستم اما او مست نمرد، که ممکن است تعدادی از همکارانش را متحیر کرده باشد». جک گیفورد موافقت کرد: «او به عنوان یک بی‌کَس و کار نمرد. او نبود، منظورم این است که او خوب بود. او منسجم بود. احتمالاً بیشترین راهنمایی را داشت، وی در مکزیک ساکن بود، در مکزیک زندگی می‌کرد، اما او در آن زمان که درگذشت، هوشیار بود و زندگی معقول و هدایت‌گری داشت».

## شخصیت
شخصیت نامتعارف و رک ویدلر و سبک زندگی کولی‌وار وی، او را به بچه تخس‌ترینِ سیلیکون ولی تبدیل کرد. او در افسانه‌ها، اسطوره‌ها و حکایات یاد می‌شود که به گفته باب پیز تا حد زیادی درست هستند. به گفته بو لویک، نویسنده تاریخچه مهندسی نیم‌رسانا، وی «بیشتر از یک مهندس هنرمند بود … در محیطی که حوزه‌های روابط انسانی تعریف می‌کنند که مهندسان چگونه می‌توانند و نمی‌توانند دربارهٔ آن اظهار نظر کنند، بعید است که ما دوباره نوعی مثل او را ببینیم».
با این حال، داستان در مورد ویدلار که یک بز را برای چیدن چمن در مقابل دفترش آورده بود، که نیویورک تایمز پس از مرگش بازگو کرد،  نادرست بود. این یک گوسفند بود، نه یک بز؛  ویدلار او را تنها برای یک روز با مرسدس بنز کانورتیبل خود آورد، که شامل فرصت عکس برای خبرنگاران محلی بود. به گفته پیز، ویدلار او را در نزدیکترین بار رها کرد. به گفته لوجک، گوسفند به طرز مرموزی به سرقت رفت.

## جوایز
در سال ۲۰۰۲ طراحی الکترونیکی وبدلر را در تالار مشاهیر خود به همراه آلن تورینگ و نیکولا تسلا فراخواند. در سال ۲۰۰۹ ویدلر در تالار مشاهیر مخترعان ملی فراخوانده شد. مجسمه‌ای اختصاص داده شده به باب ویدلر و ژان هورنی در ابتدا در مقابل ساختمان محصولات ماکسیم اینتگریتد در سانی‌ویل، کالیفرنیا قرارگرفت. و در سال ۲۰۱۲ به دفتر مرکزی جدید ماکسیم در سن خوزه، کالیفرنیا منتقل شد.